# Harcourt-Monroe-Waterville
Harcourt-Monroe-Waterville is een voormalig local service district en voormalige designated place op het eiland Newfoundland in de Canadese provincie Newfoundland en Labrador. Harcourt-Monroe-Waterville bestond van 1986 tot de opheffing in 2013.

## Geschiedenis

### Oprichting
In 1986 besloot de bevolking van Harcourt, Gin Cove, Monroe en Waterville, vier aan elkaar grenzende plaatsen aan de oostkust van Newfoundland, om zich te verenigen in een local service district (LSD). Het LSD kreeg de naam Harcourt-Monroe-Waterville (naar de drie grootste plaatsen van west naar oost) en werd tegelijk voor statistische redenen een designated place (DPL). De gemeentevrije plaatsen kregen alzo voor het eerst een vorm van beperkt lokaal bestuur.

### Opheffing
Op 1 maart 2013 werd het LSD Harcourt-Monroe-Waterville opgeheven in het kader van de creatie van een groter local service district. De ten westen van Harcourt gelegen plaats Barton sloot zich vanaf die datum bij de dorpen aan om alzo het nieuwe LSD Smith's Sound te vormen.
Met het oog op de volkstelling van 2016 schrapte Statistics Canada tegelijk ook de designated place Harcourt-Monroe-Waterville. Het federaal agentschap voegde deze eveneens toe aan een nieuwe DPL genaamd Smith's Sound.

## Geografie
Bij verre grootste plaats op het grondgebied van het voormalige Harcourt-Monroe-Waterville is Harcourt, het meest westelijke van de vier plaatsen. Harcourt ligt net als Gin Cove, Monroe en Waterville aan de noordelijke oever van Smith Sound, de zeearm tussen Newfoundland en de noordkust van Random Island. Alle vier de plaatsen zijn met elkaar verbonden via provinciale route 232. Ook de woningen die tussen deze plaatsen in stonden werden tot het LSD gerekend.

## Demografische ontwikkeling
- Bron: Statistics Canada (2001–2006[5], 2011[6])